# Yosef Dayan
Yosef Dayan (en hebreo: יוסף דיין‎; México, 1945) es un escritor israelí y rabino ortodoxo de opiniones monárquicas y nacionalistas. Nacido en México a padres sirios sefarditas, Dayan, quien sostiene ser el heredero legítimo de la casa de David (y por tanto al supuesto trono de Israel), es líder de un movimiento de derecha nacionalista que defiende sus aspiraciones monárquicas.

## Biografía
En 1968, los Dayan emigraron a Israel y se unieron al movimiento Kach (movimiento y partido ultranacionalista ortodoxo) del rabino Meir Kahane. Se establecieron en los alcores del valle de Hebrón, en una antigua colonia llamada El Nakam (en hebreo, La venganza), que fue desmantelada por orden del entonces ministro de Defensa, Moshe Arens, en 1982.
Es fundador y director de Maljut Israel (en hebreo, Reinado de Israel), organización que aboga por la restauración de la monarquía davídica, el restablecimiento del Gran Israel y se opone al proceso democrático israelí. Su figura saltó a la opinión pública por haber sido el rabino que realizó la ceremonia cabalística de Pulsa denura contra Yitzhak Rabin y Ariel Sharón (siendo un factor influyente en el caso de asesinato del primero, y fomentando la creencia de muchos religiosos de corte nacionalista en su influencia mística sobre el fallecimiento del segundo por derrame cerebral). 
Dayan es autor de varios libros en hebreo, español e italiano, y ha trabajado de traductor de libros de español al hebreo. Está casado y vive con su esposa y sus seis hijos en Psagot, Israel.
- Datos: Q5653224